# Apolima
Apolima è la più piccola delle quattro isole abitate di Samoa. Si trova nel distretto amministrativo di Aiga-i-le-Tai. L'isola è il bordo del cratere di un antico vulcano estinto ed ha una altitudine massima di 165 metri. Ha una superficie di poco inferiore al chilometro quadrato.
Apolima è situata nello Stretto di Apolima, tra le due isole maggiori del paese, Upolu e Savai'i. Si trova a 2,4 km a nord-ovest del punto più occidentale della barriera corallina che circonda Upolu. Nello stretto, vicine ad Apolima, si trovano altre due isole: Manono e Nuʻulopa.
Sul versante settentrionale dell'isola si trova un villaggio, Apolima Tai, con una popolazione di 96 abitanti (2016).